# Die geheime Welt von Turisede

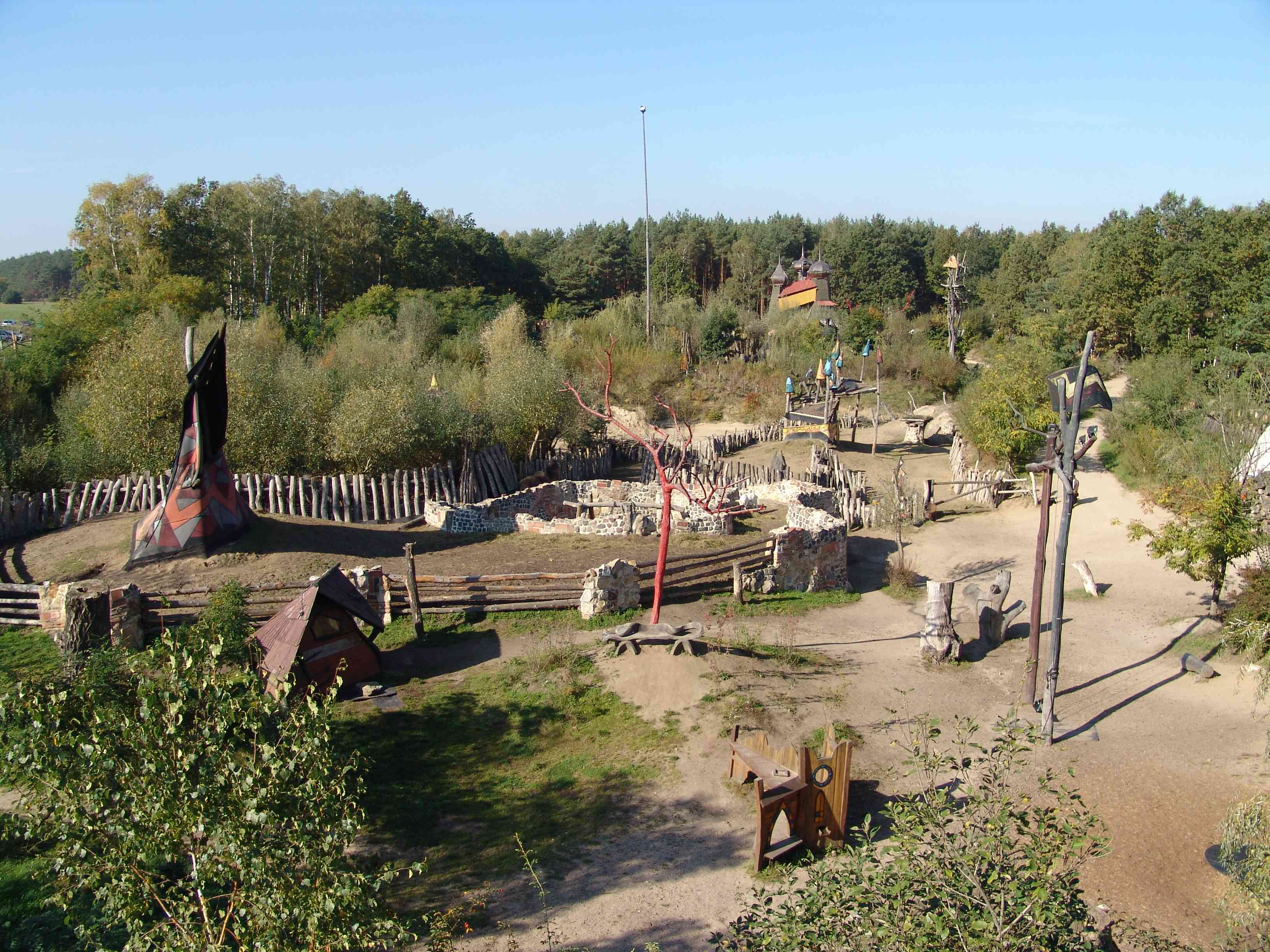
Überblick über die Kulturinsel

Die geheime Welt von Turisede (ehemals Kulturinsel Einsiedel) ist ein Abenteuerfreizeitpark in der Gemeinde Neißeaue im Landkreis Görlitz in Sachsen. Der Park weist eine Größe von 7 Hektar auf.
Die Kulturinsel Einsiedel erhielt 2008 den Tourismuspreis und wurde im April 2009 als „ausgewählter Ort im Land der Ideen“ ausgezeichnet. 2012 erhielt die Dinnershow im Krönum der Kulturinsel Einsiedel den Innovationspreis Tourismus im Landkreis Görlitz. Seit 2009 besuchen jedes Jahr mehr als 100.000 Menschen den Freizeitpark.
Höhepunkt ist das jährlich am ersten Septemberwochenende stattfindende Festival der Kulturen „Folklorum“, das zweitgrößte Folkfestival Deutschlands nach dem Rudolstadt-Festival.

## Geschichte
Jürgen Bergmann lebt seit den 1980er Jahren auf einem Waldbauernhof in den Neißeauen nördlich von Zentendorf nahe Görlitz. Am 1. Juli 1990 gründete er die Firma „Künstlerische Holzgestaltung Jürgen Bergmann“, die u. a. Spielplätze herstellt. Bergmann kaufte nach und nach die umliegenden Grundstücke auf. Einige seiner Objekte stellte er auf einem angrenzenden Grundstück aus und machte sie der Öffentlichkeit zugänglich. 1992 wurde eine kleine Kunstgalerie gebaut. Zur Eröffnung der Kulturinsel Einsiedel im selben Jahr organisierte der Kulturinsel Einsiedel e. V. die erste Theatervorstellung in der freigeräumten Scheune, die den Namen Kulturscheune bekam. In den folgenden Jahren wurde die Kulturinsel ständig erweitert.
Am 31. Januar 2013 beantragte Bergmann beim Amtsgericht Dresden die Insolvenz. Die Saison 2013 begann jedoch wie geplant am 28. März 2013.
Hintergrund war eine Firmenkonstruktion, bei der sowohl das Baumhaushotel und der Freizeitpark als auch der Holzbaubetrieb in ein und derselben Firma zusammengefasst waren. Eine Schieflage des Holzbaubetriebs hatte, trotz voller Auftragsbücher, die beiden anderen Firmenteile mit in die Insolvenz gezogen.
Das daraufhin folgende Insolvenzverfahren kam mit dem Resultat zum Abschluss, dass zum 1. Oktober 2013 die neugegründete Künstlerische Holzgestaltung Bergmann GmbH die Arbeit des Freizeitpark Kulturinsel Einsiedel und der Künstlerischen Holzgestaltung Bergmann wieder aufnahm. Ihre Gesellschafter setzen sich aus der Dresdner HAESWE GmbH, dem französischen Campingunternehmen FranceLoc und Jürgen Bergmanns Lebensgefährtin Doreen Stopporka, die auch die Geschäftsführung innehat, zusammen. Jürgen Bergmann steht dem Unternehmen weiterhin als Berater und Experte in der Freizeitbranche zur Seite.
Der Kulturinsel e. V. blieb von den gesamten Entwicklungen unberührt.
Seit 2014 erweiterte die Kulturinsel Einsiedel ihren als Freizeitparkfläche genutzten Boden. Östlich des Geländes wurden sowohl in Deutschland als auch im angrenzenden polnischen Dorf Bielawa Dolna (Nieder Bielau) in der Gemeinde Pieńsk nach und nach neue Attraktionen errichtet. Noch im selben Jahr wurde eine Zeltübernachtungsstätte für Gruppen in Polen eingerichtet. 2016 eröffnete 300 m weiter ein Café mit eingefasstem Escape Game. 
Geländeumformungen wurden auch nördlich des Freizeitparks begonnen. Die Eröffnung dieses Parkteils ist für 2018 geplant.
In den Jahren 2017 und 2018 erfolgte der schrittweise Namenswechsel von Kulturinsel Einsiedel zu Die geheime Welt von Turisede. Der alte Name bleibt in der Anschrift erhalten (Kulturinsel Einsiedel 1, 02829 Neißeaue).

## Veranstaltungen
Seit 1994 findet das „Folklorum“ statt, ein Folkfestival mit internationalen Künstlern, die Gesang, Tanz oder Märchen darbieten. Im Jahr 2016 besuchten rund 18.500 Menschen das Festival. Es findet jeweils am ersten Septemberwochenende statt. Im Juni 2023 wurde angekündigt, dass das 30. Folklorum das letzte sein wird. Im Jahr 2024 soll mit dem "Pausum" ein verkleinertes Event stattfinden. 2025 soll das "Folklorum" mit einem neuen Konzept fortgesetzt werden.
Weitere Veranstaltungen sind das Funkelorum – Feuerspiele zur Walpurgisnacht, das Spielum – Spielfest mit Festspielen zum Festspielen, die BaumhausBAUtage – Baumhausbauwettstreit sowie die Fachtagung Erlebnisinszenierungen – für Vertreter aus der Freizeitbranche und die Pädagogische Fachtagung „Spielwelten?-Lernräume“.

## 1. Deutsches Baumhaushotel und weitere Erlebnisübernachtungen
Die ersten fünf Häuser des „BH-Hotels“ für jeweils bis zu vier Personen wurden im Frühjahr 2005 eingeweiht, drei Luxusbaumhäuser für bis zu sechs Personen folgten im Juli 2008. Aus baustatischer Sicht handelt es sich um Stelzenhäuser, die um Bäume herum gebaut sind. Ein weiteres Baumhaus für bis zu vier Personen kann seit 2012 gebucht werden. Die Zeitschrift GEO Saison wählte das Baumhaushotel im Februar 2009 zu den 100 schönsten Hotels Europas.
Benannt sind die Häuser, die in ca. 8 bis 10 Meter Höhe in den Baumkronen hängen, nach „Inselgeistern“, den Maskottchen der Kulturinsel Einsiedel. Die Baumhäuser heißen „Bodelmutzens Geisterhaus“, „Modelpfutzens Wipfelgipfel“, „Fionas Luftschloss“, „Baba-Doros Kräuterkate“, „Judkas Trollfamilienhaus“, „Bergamos Gästenest“, „Thor Alfsons Astpalast“, „Olves Baumburg“ und „Gundioks Schäferstübchen“. Die Häuser sind durch hölzerne Hängebrücken und Stege miteinander verbunden und haben Zugang zu open-air-Duschanlagen und einem beheizbaren Riesenbadekessel.
Das Hotel hat während der Saison (von März bis Oktober) eine Auslastung von 80 Prozent. Seit 2012 sind 4 Baumhäuser auch im Winter, zwischen November und März, buchbar.
Jährlich werden weitere Erlebnisübernachtungen auf der Kulturinsel Einsiedel entwickelt und im Freizeitpark installiert. So entstanden 2013 der Traumkokon, 2014 ein Fassbaumhaus, eine Baumjurte, die Mystische Mühle und das Vögelbaumbett. 
Eine spezielle Entwicklung der Künstlerischen Holzgestalter ist das Baumbett. Es wurde zum Patent angemeldet: DE 10 2011 053 916.6.

## Attraktionen (Auswahl)

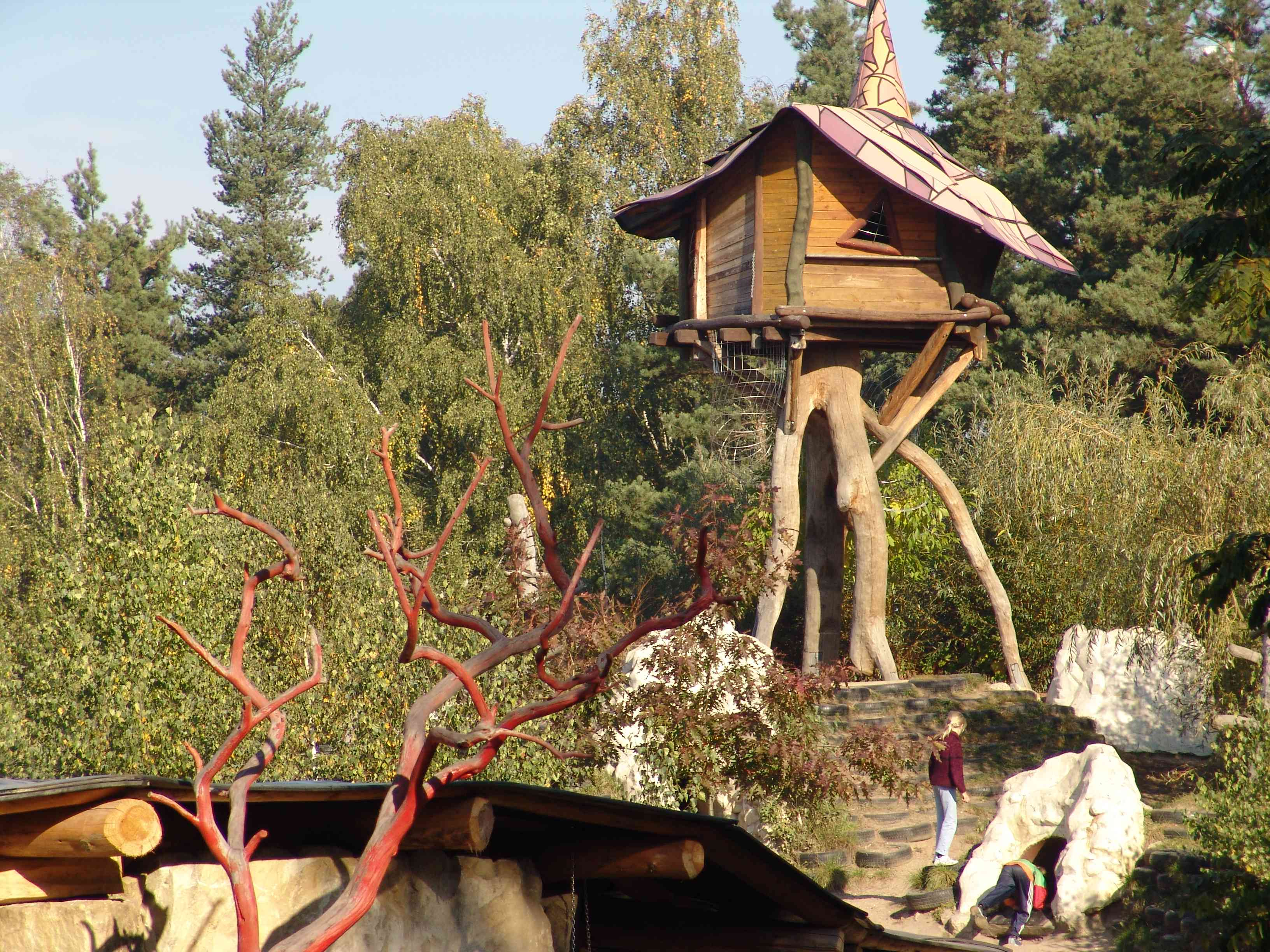
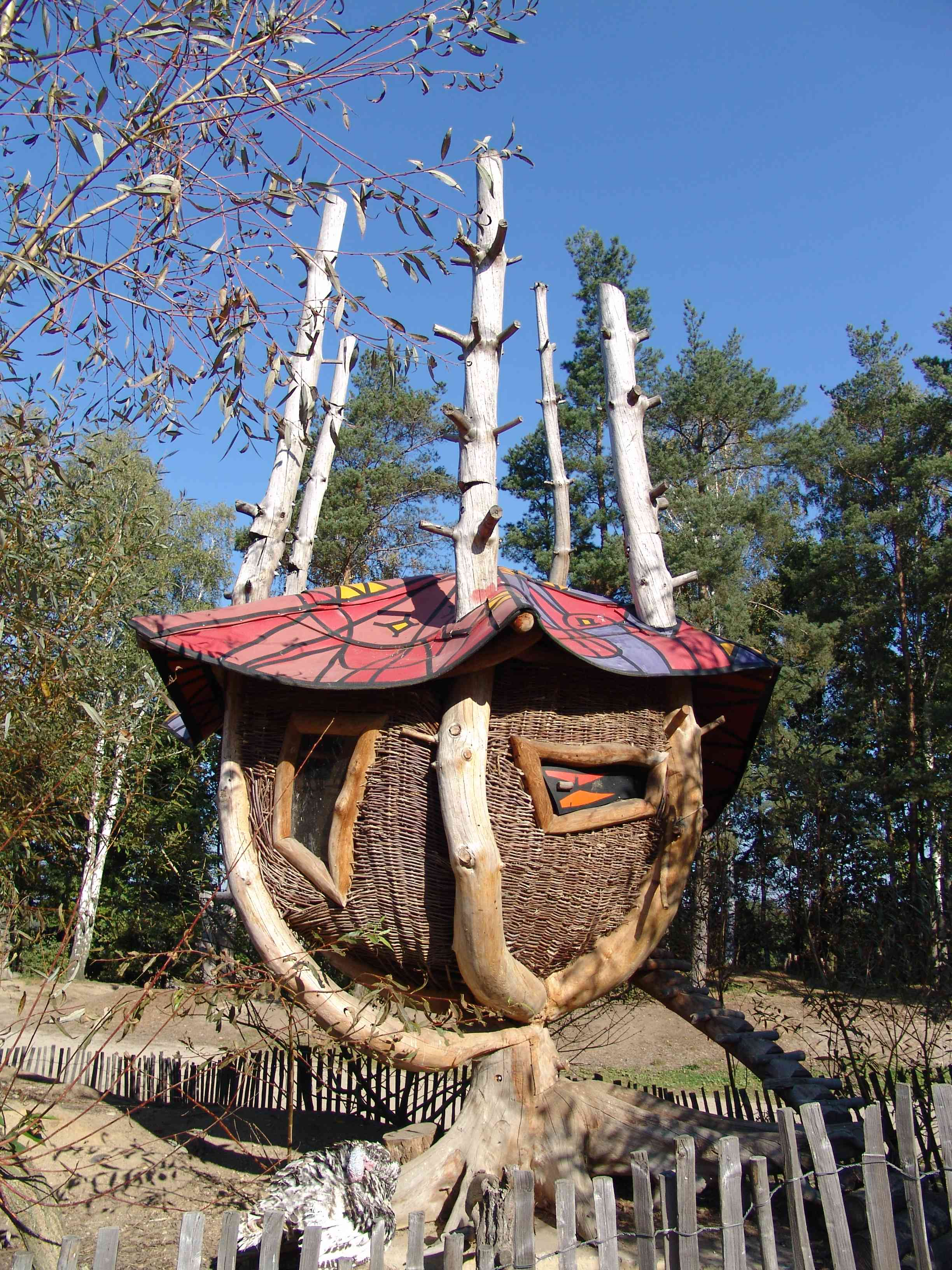
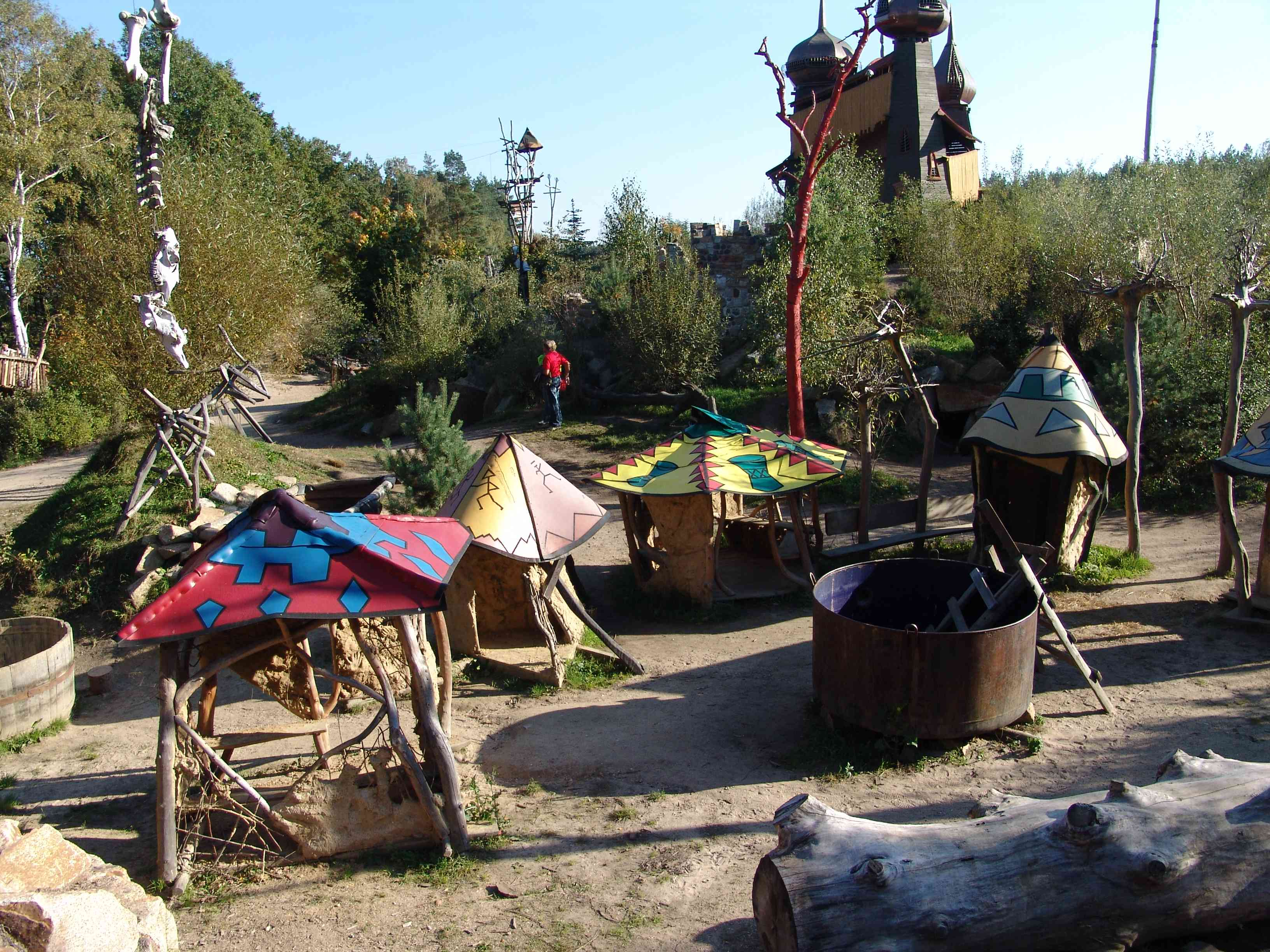

- schwimmendes Neiße-Café
- Zauberschloss
- Krönum – Theater zum Essen
- Museumsbaumhaus und die Spuren des Volkes von Turisede – ein slawisches Volk, welches vor mehr als 1000 Jahren in den Neißeauen siedelte und deren Kultur auf der Kulturinsel Einsiedel Forschungsgegenstand ist
- Kleinkinddorf/Sanddorf
- Die archaische Wellnessanlage Faulenzum
- Tiere zum Streicheln und Füttern
- enge Beziehungen und kultureller Austausch bestehen zum polnischen Erlebnisdorf Bielawa Dolna (700 Meter vom Freizeitpark entfernt)